# 10436 Янвіллемпел
10436 Янвіллемпел (10436 Janwillempel) — астероїд головного поясу, відкритий 24 вересня 1960 року.
Тіссеранів параметр щодо Юпітера — 3,346.